# Hadena hellwegeri
Hadena hellwegeri är en fjärilsart som beskrevs av Karl Schawerda. Hadena hellwegeri ingår i släktet Hadena och familjen nattflyn. Inga underarter finns listade i Catalogue of Life.